# Romanofonia
La Romanofonia (en romanès, Românimea o românofonia) representa la totalitat dels parlants de llengua romanesa i agrupa tots els estats i territoris geogràfics on els parlants de romanès formen una majoria.

## Territoris

### Estats on el romanès és llengua oficial
- Romania

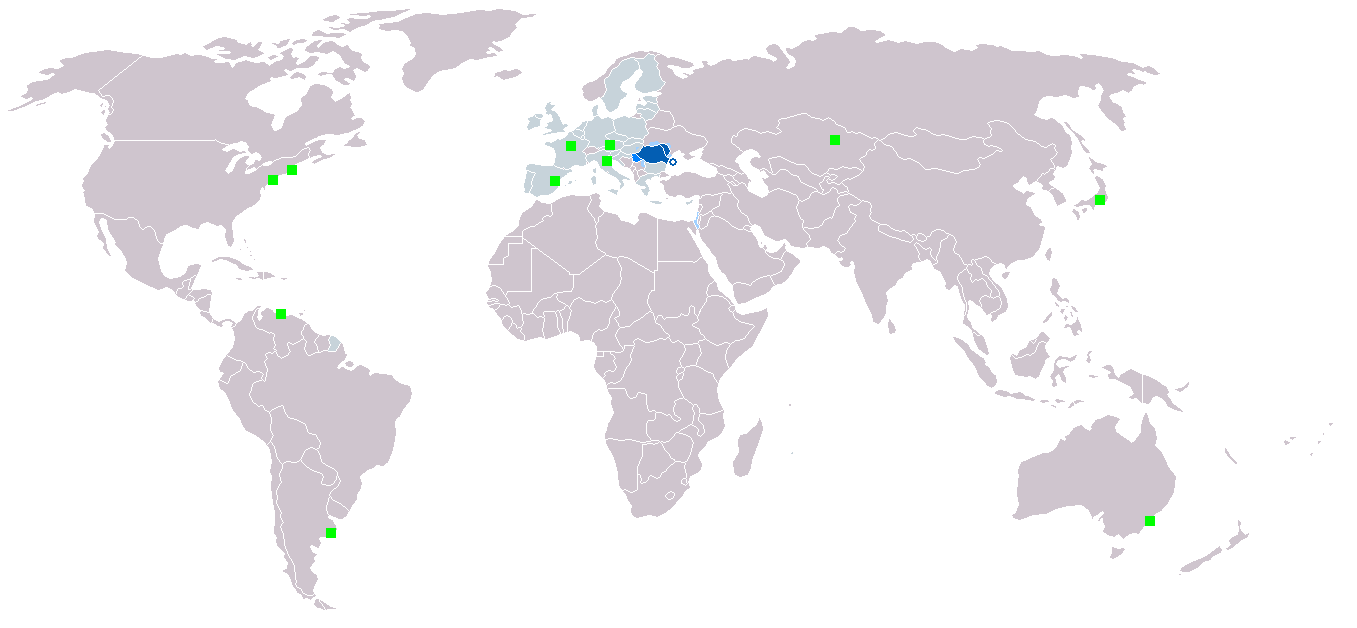
Romanofonia

- República de Moldàvia (en documents oficials s'anomena "llengua moldava")
- Voivodina (província autònoma de la República de Sèrbia)

### Estats on el romanès és una llengua important
- Israel
- Sèrbia i Bulgària (Vall de Timoc)
- Ucraïna (regió de Chernivtsi, Budjak, i Transcarpàcia)
- Itàlia
- Estat espanyol
- Estats Units d'Amèrica
- Canadà

### Altres territoris
- Mont Atos
- Salònica (Grècia)*
- Ístria (Croàcia)*

(*) Zones en les quals s'hi parlen llengües semblants a la romanesa, respectivament llengua arromana i llengua meglenoromana a Tessalònica, i llengua istroromana a Ístria

## Grups de parlants de romanès
Els principals grups de parlants de romanès són el romanès i el moldovès. La situació política de la República de Moldàvia han provocat que part de la població tendeixi a identificar la llengua romanesa amb el nom de "llengua moldovesa" (en romanès limbă moldovenească), l'existència de la qual com a llengua independent del romanès es qüestiona en algunes situacions. Abans de la separació de la Bessaràbia de Romania, no existia cap diferència, però a causa del desig d'individualització de la República de Moldàvia (més precisament per motius polítics), s'ha recorregut a una denominació pròpia de la llengua a la República de Moldàvia.
Els parlants de romanès viuen històricament a l'espai Carpats-Danuvi-Pòntic. Tot i això, hi ha un gran nombre d'emigrants d'origen romanès i moldovès, que s'han establert també a l'Europa occidental (la majoria es troben a Anglaterra, Bèlgica, França, Alemanya, Irlanda, Itàlia i a l'Estat espanyol, entre altres estats), Israel, i també a Amèrica del Nord (als Estats Units d'Amèrica, i al Canadà). Es pot mencionar, també, el grup de parlants de romanès que viuen a les "Antípodes", a Austràlia i Nova Zelanda, un grup en creixement continu. La denominació d'aquest grup de parlants de romanès, que viuen al món com a immigrants més vells o més recents als països respectius, segueix sovint la noció de diàspora o de diàspora romanesa.
A Romania, tots els parlants de llengua romanesa es consideren de nacionalitat romanesa. A la República de Moldàvia, els parlants de llengua romanesa, segons el cens, poden ser moldovesos o romanesos. A la Voivodina, tots els parlants de romanès són de nacionalitat romanesa. A la Vall de Timoc, s'anomenen "vlahs" (en romanès vlahi). Ucraïna reconeix tant la minoria romanesa com la moldovesa. A la regió de la Bucovina ucraïnesa, hi viuen tant romanesos com "moldovesos" (en proporcions aproximadament iguals, junts sumen un 20%). A la regió d'Odessa només els "moldovesos" formen una minoria important. A la Transcarpàcia (Maramureş del Nord) hi viuen un grup de romanesos (aproximadament el 2%). A Hongria, el país que més drets ofereix a les minories romaneses, tots els parlants de romanès són de nacionalitat romanesa.

### Romania
A Romania és on els drets dels parlants de romanés són més ben representats. El romanès és l'única llengua oficial, parlada com a llengua materna per prop d'un 90% de la població. El sistema d'ensenyament, premsa, administració pública, poders executius, legislatius i jurídics funcionen tots en romanès.

### República de Moldàvia
La República de Moldàvia també és un territori on la llengua romanesa (moldovesa) està protegida. El romanès és l'única llengua oficial, parlada per aproximadament el 78,2% de la població. Als territoris de l'est del riu Nistru, el sistema d'ensenyament, premsa, administració pública, poders executius, legislatius i jurídics es poden consultar en romanès. Malgrat tot, el rus tendeix a ser la llengua més important, més que el romanès. Als territoris de l'est (a Transnístria), l'ús del romanès està força amenaçat. La llengua romanesa s'hi anomena "llengua moldovesa", i s'escriu amb l'alfabet ciríl·lic.

### Voivodina
A la Voivodina, el romanès ha esdevingut força recentment una llengua oficial. El nombre reduït de membres de la minoria romanesa (prop de 30.000) representa una dificultat. Si bé en temps passats l'ensenyament en romanès per a les minories romaneses es pogué assegurar en molts centres escolars, actualment el nombre ha quedat reduït a poques desenes de centres de primària i dos centres de secundària. A la universitat només s'estudià en romanès a la facultat de Filologia de la Universitat de Novi Sad, tot i que avui dia 800 romanesos de la Voivodina estudïen en la seva llengua materna a les universitats de Romania. El setmanari Libertatea (en català "La Llibertat") i algunes revistes (com, per exemple, Tradiţia) representen la premsa escrita en romanès. Algunes emissores de ràdio emeten programes en romanès, entre les quals hi ha Radio Novi Sad i Multiradio. Diàriament es transmeten telenotícies i emissions destinades als televidents romanesos a TV Novi Sad 2. Hi ha alguns casos d'edició en llengua romanesa, així com alguns teatres d'aficionats. Cada any s'organitzen festivals per a la promoció dels costums romanesos. Els projectes previstos inclouen la construcció d'un Museu de l'Espiritualitat Romanesa a Torac (Begheiţi). La minoria romanesa es concentra al districte del Banat del Sud, on hi representa la segona nacionalitat en importància (un 7%), tot i que també és una minoria significant al Banat Central.

### Hongria
Gràcies a la qualitat de l'estat de dret d'Hongria (garantit a través de l'adhesió a la Unió Europea), aquí els romanesos gaudeixen de més drets. Foaia românească és l'única publicació en romanès. La Ràdio-Televisió Hongaresa té una redacció en romanès, i transmet 25 minuts en llengua romanesa setmanalment pel canal 1, amb retransmissions pel canal 2. Pel que fa a l'educació, hi ha el Liceu Nicolae Bălcescu de Giulia (en hongarès, Gyula), on diverses assignatures es fan en romanès (geografia, ciències de la natura, història) i altres en hongarès. Sovint es fan intercanvis d'experiències amb alumnes que visiten Romania i, a més, l'estat romanès ofereix borses per a alumnes que vulguin estudiar a les universitats de Romania (especialment la Universitat Babeş-Bolyai de Cluj-Napoca. També es fan misses de culte romanès.

### Ucraïna
Els principals grups de parlants de romanès es concentren a la regió de Cernăuţi (en ucraïnès, Chernivtsi), Odessa i Transcarpàcia. A la regió de Cernăuţi, com que la majoria romanesa i moldovesa (que són discriminades oficialment a través de llur divisió artificial) arriba gairebé als 200.000 membres, l'ensenyament i la premsa (escrita, ràdio i televisió) es pot consultar en llengua romanesa. Gràcies al fet que els romanesos són majoria en molts municipis, els membres d'aquests territoris poden parlar romanès amb les institucions locals (un 22% dels municipis tenen batlles romanesos o moldovesos).
A Transcarpàcia, la minoria romanesa gaudeix d'institucions d'ensenyament i mitjans de comunicació (tant escrits com de ràdio) en romanès, finançats per l'estat.
A la regió d'Odessa, es fan programes de ràdio en romanès i s'ensenyen algunes assignatures en romanès a algunes escoles, tot i que els drets dels moldovesos que hi representen una important minoria no es respecten totalment. A la zona de Bugeac (Budjak), que està format per 9 regions a l'oest de la regió d'Odessa, els principals grups ètnics són els ucraïnesos (40%), búlgars (21%), russos (20%) i moldovesos/romanesos (13%).
El 28 de maig de 1999, s'obrí a Cernăuţi un consolat de Romania. El primer cop que Romania obrí un consolat a Cernăuţi fou l'any 1892 (Àustria-Hongria), fins a l'entrada de Romania l'any 1916 a la Primera Guerra Mundial. Actualment Romeo Sandulescu n'és el cònsol general.